# Ramat Gan
Ramat Gan (tiếng Do Thái: רמת גן) là một thành phố của Israel. Thành phố Ramat Gan thuộc quận Tel Aviv. Thành phố Ramat Gan có diện tích km2, dân số là 129.800 người (năm).